# Ses trois amoureux
Pour plus de détails, voir Fiche technique et Distribution.
Ses trois amoureux (Tom Dick and Harry) est une comédie américaine de Garson Kanin sortie en 1941.
Il a fait l'objet d'un remake produit par RKO et sorti en 1968, Une fille qui promet (The Girl Most Likely) .

## Fiche technique
- Titre : Ses trois amoureux
- Titre original : Tom Dick and Harry
- Réalisation : Garson Kanin
- Histoire et scénario : Paul Jarrico
- Production : Robert Sisk
- Société de production : RKO
- Musique : Roy Webb
- Photographie : Merritt B. Gerstad
- Montage : John Sturges
- Direction artistique : Van Nest Polglase
- Décors de plateau : Darrell Silvera
- Costumes : Renié
- Pays de production :  États-Unis
- Format : Noir et blanc - Son : Mono (RCA Sound System)
- Genre : Comédie romantique
- Durée : 87 minutes
- Dates de sortie :
  - États-Unis : 13 juin 1941
  - France : 31 janvier 1945

## Distribution
- Ginger Rogers : Janie
- George Murphy : Tom
- Alan Marshal : Dick
- Burgess Meredith : Harry
- Joe Cunningham : Pop
- Jane Seymour : Ma
- Lenore Lonergan : Butch
- Vickie Lester : Paula
- Phil Silvers : Phil, le vendeur de glaces
- Betty Breckenridge : Gertrude

Acteurs non crédités :
- Sarah Edwards : Mme Burton
- Berry Kroeger : jeune homme dans le film (voix)